# هومر (ميشيغان)
هومر (بالإنجليزية: Homer, Michigan)‏ هي منطقة سكنية تقع في الولايات المتحدة في مقاطعة كالهون (ميشيغان). يقدر عدد سكانها بـ 1,668 نسمة ومساحتها 3.76 كم2 وترتفع عن سطح البحر 302 متر.

## التركيبة السكانية
قام مكتب تعداد الولايات المتحدة بتحديد بيانات التركيبة السكانية لهومر في تعداد الولايات المتحدة. في ما يلي، التركيبة السكانية حسب تعدادي 2000 و2010.

### تعداد عام 2000
بلغ عدد سكان هومر 1,851 نسمة بحسب تعداد عام 2000، وبلغ عدد الأسر 707 أسرة وعدد العائلات 477 عائلة مقيمة في القرية.
وتوزع التركيب العرقي للقرية بنسبة 97.24% من البيض و 0.16% من الأمريكيين الأصليين و 0.11% من الأمريكيين ذوي الأصول الآسيوية و 0.27% من الأمريكيين الأفارقة و 2.05% من عرقين مختلطين أو أكثر.
بلغ عدد الأسر 707 أسرة كانت نسبة 39.3% منها لديها أطفال تحت سن الثامنة عشر تعيش معهم، وبلغت نسبة الأزواج القاطنين مع بعضهم البعض 45.5% من أصل المجموع الكلي للأسر، ونسبة 15.3% من الأسر كان لديها معيلات من الإناث دون وجود شريك، وكانت نسبة 32.5% من غير العائلات. تألفت نسبة 28.0% من أصل جميع الأسر من أفراد ونسبة 12.3% كانوا يعيش معهم شخص وحيد يبلغ من العمر 65 عاماً فما فوق. وبلغ متوسط حجم الأسرة المعيشية 3.16، أما متوسط حجم العائلات فبلغ 2.61.
بلغ العمر الوسطي للسكان 31 عاماً. وكانت نسبة 31.3% من القاطنين تحت سن الثامنة عشر، وكانت نسبة 9.7% بين الثامنة عشر والأربعة وعشرون عاماً، ونسبة 28.7% كانت واقعةً في الفئة العمرية ما بين الخامسة والعشرون حتى والأربعة وأربعون عاماً، ونسبة 19.9% كانت ما بين الخامسة والأربعون حتى الرابعة والستون، ونسبة 10.3% كانت ضمن فئة الخامسة والستون عاماً فما فوق. يوجد لكل 100 أنثى 96.1 ذكر، ويوجد لكل 100 أنثى في الثامنة عشر من عمرها فما فوق 91.1 ذكر.
بلغ متوسط دخل الأسرة في القرية 35,542 دولار، أما متوسط دخل العائلة فبلغ 41,125 دولار. وكان متوسط دخل الذكور 31,214 دولار مقابل 22,829 دولار للإناث. وسجل دخل الفرد الخاص بالقرية 16,394 دولار. وكانت نسبة 9.6% من العائلات ونسبة 11.5% من السكان تحت خط الفقر، وكان من هؤلاء نسبة 10.3% تحت سن الثامنة عشر ونسبة 17.1% في الخامسة والستين من العمر وما فوق.

### تعداد عام 2010
بلغ عدد سكان هومر 1,668 نسمة بحسب تعداد عام 2010، وبلغ عدد الأسر 615 أسرة وعدد العائلات 435 عائلة مقيمة في القرية. في حين سجلت الكثافة السكانية 1,191.4 نسمة لكل ميل مربع (460.0/كم2). وبلغ عدد الوحدات السكنية 722 وحدة بمتوسط كثافة قدره 515.7 لكل ميل مربع (199.1/كم2).
وتوزع التركيب العرقي للقرية بنسبة 97.7% من البيض و 0.4% من الأمريكيين الأصليين و 0.4% من الأمريكيين ذوي الأصول الآسيوية و 0.3% من الأمريكيين الأفارقة و 0.7% من عرقين مختلطين أو أكثر.
بلغ عدد الأسر 615 أسرة كانت نسبة 41.3% منها لديها أطفال تحت سن الثامنة عشر تعيش معهم، وبلغت نسبة الأزواج القاطنين مع بعضهم البعض 48.0% من أصل المجموع الكلي للأسر، ونسبة 16.3% من الأسر كان لديها معيلات من الإناث دون وجود شريك، بينما كانت نسبة 6.5% من الأسر لديها معيلون من الذكور دون وجود شريكة وكانت نسبة 29.3% من غير العائلات. تألفت نسبة 23.9% من أصل جميع الأسر من أفراد ونسبة 10.1% كانوا يعيش معهم شخص وحيد يبلغ من العمر 65 عاماً فما فوق. وبلغ متوسط حجم الأسرة المعيشية 3.12، أما متوسط حجم العائلات فبلغ 2.71.
بلغ العمر الوسطي للسكان 33.5 عاماً. وكانت نسبة 30.3% من القاطنين تحت سن الثامنة عشر، وكانت نسبة 8.9% بين الثامنة عشر والأربعة وعشرون عاماً، ونسبة 25.6% كانت واقعةً في الفئة العمرية ما بين الخامسة والعشرون حتى والأربعة وأربعون عاماً، ونسبة 22.9% كانت ما بين الخامسة والأربعون حتى الرابعة والستون، ونسبة 12.4% كانت ضمن فئة الخامسة والستون عاماً فما فوق. وتوزع التركيب الجنسي للسكان بنسبة 48.6% ذكور و51.4% إناث.